# Guy de Luget
Guy Julien Ernest Delage de Luget (La Rochelle, 2 febbraio 1884 – Montigny-lès-Metz, 22 settembre 1961) è stato uno schermidore francese, vincitore di una medaglia d'oro nella scherma ai giochi olimpici.